# Парламентарни избори у Краљевини Србији 1884.
Тимочка буна била је угушена. Пет дана пред изборе који су били одређени за 25. јануар 1884, укинуто је ванредно стање у свим окрузима у којима је било проглашено за време трајања буне. Избори су протекли у миру и Напредној странци дали готово све мандате, док су радикали и либерали добили само десет мандата, јер они у већини случаја на изборима нису ни постављали своје листе. По завршеним изборима и пре него што се Скупштина састала, влада Николе Христића поднела је оставку па је нову владу образовао Милутин Гарашанин.
Пошто је Краљ Милан именовао још једну трећину од укупног броја посланика, a на та места били су постављени искључиво чланови Напредне странке.
Скупштина се састала 6. маја 1884. y Нишу, y основној школи код Саборне цркве. Верификација мандата текла је без задржавања.